# NGC 5614
NGC 5614 is een spiraalvormig sterrenstelsel in het sterrenbeeld Ossenhoeder. Het hemelobject werd op 1 mei 1785 ontdekt door de Duits-Britse astronoom William Herschel.

## Synoniemen
- UGC 9226
- MCG 6-32-22
- ZWG 192.14
- Arp 178
- VV 77
- IRAS 14220+3505
- PGC 51439